# 利維達狸藻
利維達狸藻（學名：Utricularia livida），又称青紫狸藻，為狸藻屬一年生或多年生极小型至中型食虫植物。其种加词“livida”来源于拉丁文“lividus”，意为“青紫色，蓝黑色”，指其花朵上条纹的颜色。利维达狸藻分布于非洲热带及南部，存在于安哥拉、刚果民主共和国、埃塞俄比亚、肯尼亚、莱索托、马达加斯加、马拉维、莫桑比克、卢旺达、索马里、南非、苏丹、斯威士兰、坦桑尼亚、乌干达、赞比亚和津巴布韦。此外，其也广泛分布于墨西哥。利维达狸藻陆生于海平面附近的沼泽或岩石表面的浅表土壤中，但非洲东部的种群可分布于海拔2830米处。当利维达狸藻的原生地适当湿润时其即可开花。1837年，恩斯特·海因里希·弗里德里希·迈耶正式描述了利维达狸藻。